# Amadeu Gallart i Sort
Amadeu Gallart i Sort (La Seu d'Urgell, 1947) economista, historiador i polític català militant del PSUC, actualment d'En Comú Podem, anteriorment Iniciativa per Catalunya - Verds ICV, es presentà a les eleccions al capdavant d'una candidatura unitària de Redreçament i Progrés (PSC-PSUC i independents). Va ser el primer alcalde en democràcia de la Seu d'Urgell (des del 1979 fins al 1983) després de la dictadura franquista. De la seva alcaldia en destaquen l'impuls donat a la vida municipal, el Pla General d'Ordenació Urbana (el primer que fou aprovat per la Generalitat de Catalunya) i l'ordenació de l'Hospital i la Mancomunitat d'Escombraries. És considerat com uns dels pares ideològics de la Vegueria de l'Alt Pirineu, essent membre cofundador dels Grups de l'Alt Pirineu (GAP). Ha estat membre del Consell Rector de l'IDAPA.
En l'aspecte cultural, destacà en la promoció del Cineclub de La Seu d'Urgell, ens que també va presidir. Fou també, un dels primers professors urgellencs de llengua catalana impulsant a més, la delegació d'Òmnium Cultural al Pirineu, sota la presidència d'Albert Vives i Mir.
Des de l'any 1991 combinà la carrera política, la feina com a gestor administratiu, de la qual es va jubilar el 2016, i l'escriptura, amb obra de no ficció especialitzada en història. També és articulista en diversos mitjans catalans i andorrans.

## Obra
- Salit: papers d'història de la Seu (coescrit amb altres autors) (1991)
- Alt Urgell: una visió de conjunt: una aproximaxió a la seva història, vol. 3 (coescrit amb Sol Gasch i Duran i Mercè Grau) (2011)[7]
- Trossos de temps de la Seu de postguerra (coescrit amb Sol Gasch) (2016)[8]
- La Lluita per la República a la Seu, a l'Alt Pirineu i a Andorra: la figura d'Enric Canturri (1931-1939) (2020)[9]
- Per Déu, per la pàtria i el rei : la vida d'un carlista pirinenc (Antoni Martí, 1806-1863) (2022)[10]